# Reichseisenbahnamt

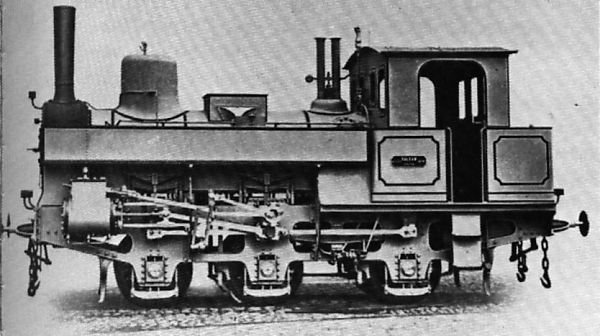
Локомотив «Fasolt» имперских железных дорог, 1876

Reichseisenbahnamt (REA, рус. имперское ведомство железных дорог) — подчинённое рейхсканцлеру центральное управление Германской империи, осуществлявшее контроль над всеми имперскими, государственными и частными железными дорогами. Действовало в соответствии с имперским законом от 27 июля 1873 года. Резиденция REA находилась в Берлине. Президент REA формально назначался кайзером.

## Функции
К функциям REA относились:
- контроль над железными дорогами;
- забота об осуществлении заложенных в Имперской конституции и других касающихся железнодорожного транспорта законах норм;
- устранение недостатков в работе железных дорог.

## Президенты
- 1873–1874 — Фридрих-Вильгельм Шеле;
- 1874–1877 — Альберт Майбах;
- 1891–1902 — Карл фон Тилен;
- 1902–1906 — Герман фон Будде;
- 1906–1918 — Пауль фон Брайтенбах.

С 1877 до 1891 г. президент REA не назначался.